# Break.com
Break.com (tidigare big-boys.com) är en webbplats grundad 1998 som innehåller videor, flashspel och bilder. Vem som helst kan ladda upp och dela med sig av sina privata filmer på sidan. Innehåller sållas och rangordnas genom att användarna röstar genom att klicka på "tummen upp" eller "tummen ner". Målgruppen för sidan är män i åldersintervallet 18–35. Sidan är en av de 500 mest besökta sidorna på internet (mars 2009).